# آنا فیورین
آنا فیورین (آلمانی: Anna Führing; ۶ مارس ۱۸۶۶ – ۲ نوامبر ۱۹۲۹) هنرپیشه و مدل اهل آلمان بود.